# Shahabuddin Chuppu
Shahabuddin Chuppu (ur. 10 grudnia 1949 w Pabnie) – bengalski prawnik i polityk, prezydent Bangladeszu od 24 kwietnia 2023 roku.

## Życiorys
Walczył w wojnie o niepodległość Bangladeszu w 1971. Do przejścia na emeryturę w 2006 pełnił funkcję sędziego
. 13 lutego 2023 wybrany przez parlament na prezydenta Bangladeszu, jako kandydat rządzącej Ligi Awami, przez 302 z 350 deputowanych, był jedynym kandydatem na to stanowisko. Zaprzysiężony na stanowisku 24 kwietnia 2023.